# Copacabana Madureira
Copacabana Madureira é um curta-metragem documentário brasileiro de 2019, escrito e dirigido por Leonardo Martinelli. O curta aborda a iconografia em torno das notícias falsas nas eleições presidenciais de 2018, em paralelo com relações sociais e geopolíticas da cidade do Rio de Janeiro. O filme teve sua estreia mundial na competição de curtas do Festival do Rio, onde concorreu ao Troféu Redentor, e posteriormente foi indicado ao primeiro-turno do Grande Prêmio do Cinema Brasileiro e ao Prêmio Guarani de Cinema Brasileiro na categoria de "Melhor Curta-Metragem Documentário". 
Sua estreia na França foi no Cinélatino Rencontres de Toulouse, um dos mais importantes festivais dedicados ao cinema latino-americano. O festival descreveu o curta como um filme político, de ironia corrosiva, que de forma contundente compara as palavras de Bolsonaro e dos evangélicos com a realidade das favelas e da violência policial, totalizando um conjunto cinematográfico inovador e rico em imaginação.

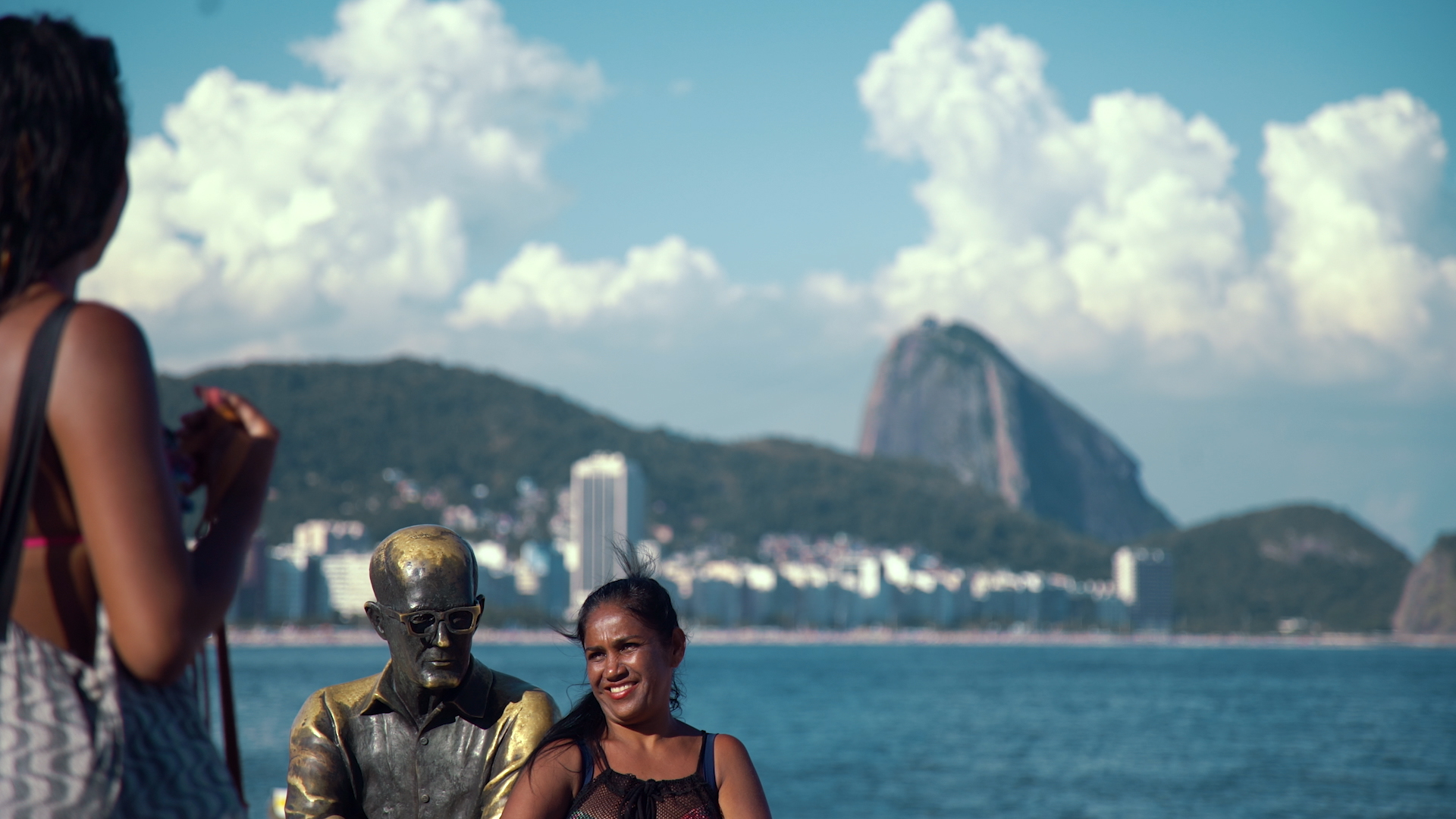
Cena do filme Copacabana Madureira.

## Seleções
O filme foi premiado e exibido em importantes festivais de cinema, como o Festival de Cinema Latino-Americano de Toulouse, Mostra de Cinema de Tiradentes, FICUNAM, Watersprite Film Festival, Festival Caminhos do Cinema Português, Curta Taquary, Mostra do Filme Livre, Curta Brasília, Festival do Rio e outros. O filme foi exibido em festivais de países como a Áustria, Croácia, Inglaterra, México, Estados Unidos, Espanha, Colômbia, Portugal, França e outros.

## Prêmios
Alguns dos prêmios e indicações de destaque do filme incluem:
- Indicado ao Primeiro-Turno do Grande Prêmio do Cinema Brasileiro
- Indicado ao Prêmio Guarani de Cinema Brasileiro
- Melhor Curta - 26º Festival Caminhos do Cinema Português (Portugal)[15]
- Prêmio de Inovação - 21º YOUKI International Youth Media Festival (Áustria)[16]
- Melhor Filme pelo Júri de Bolsistas - 18º Noia Festival do Audiovisual Universitário[17]
- Melhor Curta pelo Júri Oficial - 13º Curta Taquary[11]
- Melhor Curta pelo Júri da Crítica - 13º Curta Taquary
- Melhor Direção - 13º Curta Taquary
- Melhor Montagem - 13º Curta Taquary
- Melhor Montagem - 11º Watersprite Film Festival (Inglaterra)[9]
- Melhor Documentário - 3º Festival Universitario la Noche Americana (Colômbia)[18]